# Філдейл (Вірджинія)
Філдейл (англ. Fieldale) — переписна місцевість (CDP) в США, в окрузі Генрі штату Вірджинія. Населення — 852 особи (2020).

## Географія
Філдейл розташований за координатами 36°42′3″ пн. ш. 79°56′33″ зх. д. / 36.70083° пн. ш. 79.94250° зх. д. (36.700949, -79.942435).  За даними Бюро перепису населення США в 2010 році переписна місцевість мала площу 4,02 км², уся площа — суходіл.

## Демографія
Згідно з переписом 2010 року, у переписній місцевості мешкало 879 осіб у 390 домогосподарствах у складі 247 родин. Густота населення становила 219 осіб/км².  Було 455 помешкань (113/км²).
Расовий склад населення:
| - 92,3 % — білих - 5,5 % — чорних або афроамериканців - 0,1 % — азіатів |

До двох чи більше рас належало 1,3 %. Частка іспаномовних становила 1,0 % від усіх жителів.
За віковим діапазоном населення розподілялося таким чином: 19,0 % — особи молодші 18 років, 60,4 % — особи у віці 18—64 років, 20,6 % — особи у віці 65 років та старші. Медіана віку мешканця становила 44,8 року. На 100 осіб жіночої статі у переписній місцевості припадало 94,9 чоловіків;  на 100 жінок у віці від 18 років та старших — 90,4 чоловіків також старших 18 років.
Середній дохід на одне домашнє господарство  становив 36 989 доларів США (медіана — 31 932), а середній дохід на одну сім'ю — 39 135 доларів (медіана — 36 563). За межею бідності перебувало 32,3 % осіб, у тому числі 70,9 % дітей у віці до 18 років та 10,0 % осіб у віці 65 років та старших.
Цивільне працевлаштоване населення становило 323 особи. Основні галузі зайнятості: освіта, охорона здоров'я та соціальна допомога — 50,2 %, мистецтво, розваги та відпочинок — 15,5 %, роздрібна торгівля — 10,8 %, виробництво — 9,6 %.